# معين بسيسو
معين توفيق بسيسو (10 تشرين الأول 1928 - 23 كانون الثاني 1984) شاعر فلسطيني ولد في مدينة غزة، حي الشجاعية، تلقى علومه الابتدائية في مدارس غزة الحكومية وعاش في مصر حيث خاض تجربة المسرح الشعري.
وهو شقيق الكاتب والأديب عابدين بسيسو، تزوج من صهباء البربري، ورزق منها بثلاثة أبناء هم: توفيق، داليا، ومليكة.

## مسيرته
في سنة 1943 التحق بكلية غزة، وتعرف فيها إلى الشاعر المعروف سعيد العيسى، الذي كان مدرسا للغة العربية وأدبها بدأ النشر في مجلة «الحرية» اليافاوية ونشر فيها أول قصائده عام 1946، التحق سنة 1948 بالجامعة الأمريكية بالقاهرة بعد ما أنهى دراسته في كلية غزة، وتخرج عام 1952 من قسم الصحافة وكان موضوع رسالته «الكلمة المنطوقة والمسموعة في برامج إذاعة الشرق الأدنى» وتدور حول الحدود الفاصلة بين المذياع والتلفزيون من جهة والكلمة المطبوعة في الصحيفة من جهة أخرى.
انخرط في العمل الوطني والديموقراطي مبكرا، وعمل في الصحافة والتدريس وفي 27 كانون الثاني 1952 نشر ديوانه الأول (المعركة).
عمل معين بسيسو كمدرس في مدارس وكالة الغوث الدولية في غزة، وأصبح سنة 1955 مديرا لمدرسة مخيم جباليا ولقد شارك في العمل الوطني طيلة الوقت الأمر الذي أدى إلى اعتقاله وحبسه مرات عديدة في تلك الفترة.
كان معين شيوعيًا فلسطينيًا وصل إلى أن أصبح أمينًا عامًا للحزب الشيوعي الفلسطيني في قطاع غزة، وكان سمير البرقوني نائبًا للأمين العام مقيمًا في القطاع، وفي عام 1988 عندما توحّد الشيوعيون الفلسطينيون في حزبهم الموحد، أعلن بسيسو ذلك من على منبر المجلس الوطني الفلسطيني الذي عُقد بالجزائر حينها، وظل معين عضو اللجنة المركزية للحزب حتى وفاته.

## نضاله
واجه معين بسيسو في بداية عمره فترة احتلال بلاده من قبل الانتداب البريطاني وكان يواصل نضاله كلما تقدم بالعمر مما أدى إلى دخوله السجن واعتقاله مرات عديدة في غزة والعراق ومصر حيث سجن في المعتقلات المصرية بين فترتين الأولى من 1955 إلى 1957 والثانية من 1959 إلى 1963 وفي فترة اعتقاله تعرف على الكثير من المناضلين الفلسطينيين والعرب. وبعد الإفراج عنه من سجن الواحات سنة 1963م توجه إلى بيروت. عمل في مجلس الإعلام الموحد في العام 1974 ونشر قصائده في مجلة فلسطين الثورة. ظل في لبنان حتى حصار بيروت.

## ثقافته وانتاجه الأدبي
تلقى تعليمه في كلية غزة، وقد تأثر، في هذه الكلية، بالشاعر سعيد العيسى، وعلى يد هذا الشاعر تعلم الشعر وأصوله.
وتأثر أيضا بالشاعر الفلسطيني أبي سلمى، كما كان لدراسته في قسم الصحافة، في الجامعة الأمريكية بالقاهرة، تأثير كبير على تشكل شخصيته الثقافية.
وفي فترات اعتقاله وحبسه كتب معين بسيسو بعض من قصائده التي تمت طباعتها في ديوان شعر مع قصائد أخرى كتبها شعراء مصريون من داخل السجن وهم: زكي مراد، محمد خليل قاسم، محمود توفيق، التي كانت بعنوان «قصائد مصرية»، وكان الإهداء: إلى بطل التحرر الوطني جمال عبد الناصر.
كان لهم إنجاز عظيم في تلك الفترة عندما كانوا في معتقل الواحات فقد قاموا بإنشاء جامعة داخل هذا المعتقل، التي سميت بجامعة شعبان حافظ.
تنقل معين بسيسو في كثير من مدن العالم وعواصمه، من أهم الأحداث التي حصلت في تلك التنقلات هي الأسبوع الثقافي الفلسطيني التي تم في مدينة لندن عام 1984 ميلادي بمرافقة صديقه الأديب يحيى يخلف والتي اشترك فيها أيضا محمود درويش، سميح القاسم، إميل حبيبي وغيرهم من الأدباء الفلسطينيين.

### أعماله الشعرية
- المسافر (1952م).
- المعركة، أول دواوينه الشعرية (دار الفن الحديث، القاهرة، 1952م).
- الأردن على الصليب (دار الفكر العربي، القاهرة، 1958م).
- قصائد مصريّة / بالاشتراك (دار الآداب، بيروت، 1960م).
- فلسطين في القلب (دار الآداب، بيروت، 1960م).
- مارد من السنابل (دار الكاتب العربي، القاهرة، 1967م).
- الأشجار تموت واقفة / شعر (دار الآداب، بيروت، 1964م).
- كرّاسة فلسطين (دار العودة، بيروت، 1966م).
- قصائد على زجاج النوافذ (1970م).
- جئت لأدعوك باسمك (وزارة الإعلام، بغداد، 1971م
- الآن خذي جسدي كيساً من رمل (فلسطين، بيروت، 1976م).
- القصيدة / قصيدة طويلة (دار ابن رشد، تونس، 1983م).
- الأعمال الشعرية الكاملة / مجلد واحد (دار العودة، بيروت، 1979م).
- آخر القراصنة من العصافير.
- حينما تُمطر الأحجار.

### أعمال شعرية درامية للتلفزيون
- محاكمة ابن المقفع في 7 ساعات من إخراج صلاح أبو هنود.
- رسائل إلى العالم في 12 ساعة من إخراج صلاح أبو هنود.

### أعماله المسرحية
- مأساة جيفارا (دار الهلال، القاهرة، 1969م).
- ثورة الزنج (1970م).
- شمشون ودليلة (1970م).
- ثورة الزنج.
- الصخرة.
- العصافير تبني أعشاشها بين الأصابع.
- محاكمة كتاب كليلة ودمنة.

### أعماله النثرية
- مات الجبل، عاش الجبل (1976).
- نماذج من الرواية الإسرائيلية المعاصرة (القاهرة، 1970م).
- باجس أبو عطوان / قصة (فلسطين الثورة، بيروت، 1974م).
- دفاعاً عن البطل (دار العودة، بيروت، 1975م).
- البلدوزر / مقالات (مؤسسة الدراسات، 1975م).
- دفاتر فلسطينية / مذكرات (بيروت، 1978م).
- كتاب الأرض / رحلات (دار العودة، بيروت، 1979م).
- أدب القفز بالمظلات (القاهرة، 1972م).
- الاتحاد السوفيتي لي (موسكو، 1983م).
- 88 يوماً خلف متاريس بيروت (بيروت، 1985).
- عودة الطائر / قصة.
- وطن في القلب / شعر مترجم إلى الروسية - مختارات موسكو.
- يوميات غزة - غزة مقاومة دائمة (القاهرة) 1971.

## مشاركاته في الصحافة العربية
كتب في العديد من الجرائد والمجلات العربية:
- في جريدة الثورة السورية تحت عنوان من شوارع العالم.
- في جريدة فلسطين الثورة تحت عنوان نحن من عالم واحد.
- كتب مقالات عديدة:
  - في مجلة الديار اللبنانية.
  - في مجلة الأسبوع العربي اللبنانية.
  - في مجلة الميدان الليبية.

شارك في تحرير جريدة المعركة التي كانت تصدر في بيروت زمن الحصار مع مجموعة كبيرة من الشعراء والكتاب العرب.

## مكانته الأدبية
لقد أسند لمعين بسيسو مناصب أدبية مختلفة ومهمات نضالية كثيرة فقد كان عضوا في المجلس الوطني الفلسطيني، وعضواً في الأمانة العامة لاتحاد الكتاب والصحفيين الفلسطينيين كما ربطته بكتاب الاتحاد السوفيتي (سابقا) علاقات حميمة، وقد تمثل ذلك في المشاركات المختلفة في اجتماعات اتحاد كتاب اسيا وأفريقيا، ومن خلال رئاسته لتحرير مجلة الاتحاد.
وبحسب قول يحيى – صديق معين بسيسو إن شهرة معين بسيسو تجسدت في ترجمة معظم أعماله إلى اللغة الروسية، ولغات الجمهوريات الإسلامية والآسيوية ولغات الجمهوريات السوفياتية؛ أذربيجان، أوزبكية، والإيطالية والإسبانية واليابانية والفيتنامية والفارسية.
حصل على جائزة اللوتس العالمية وكان نائب رئيس تحرير مجلة لوتس التي يصدرها اتحاد كتاب آسيا وأفريقيا.
حصل على أعلى وسام فلسطيني (درع الثورة) وكان مسؤولاً للشؤون الثقافية في الأمانة العامة للاتحاد العام للكتاب والصحفيين الفلسطينيين كان عضو المجلس الوطني الفلسطيني. مُنح إسمه وسام الاستحقاق والتميز الفلسطيني عام 2015.

## وفاته
توفي إثر نوبة قلبية في أحد فنادق مدينة لندن يوم 23 يناير 1984 ففي تلك الرحلة عاش معين بسيسو قمة العطاء والتوهج ولقد كتب قصيدة بعنوان «السفر» بهدف إلقاءها في أمسية لندنية مشتركة مع صديقه محمود درويش، وسميح القاسم. في تلك الأمسية كانت الأنفاس الأخيرة لمعين بسيسو فقد أصابته أزمة قلبية حادة لم يستطع مقاومتها ففارق الحياة.

## أثره
عاش معين بسيسو ما يقارب السبعة وخمسين سنة، مناضلا بكل المواقف، كان يكتب قصائده بشموخ وطني.
خلالها تجول في كثير من البلدان العربية والأجنبية، لقد شكّل موته هزة كبيرة في وطنه فلسطين ورثاه كثير من الشعراء والقادة، وكانت أبلغ كلمات الرثاء تلك القصيدة التي رثاه فيها الصديق الشاعر سميح القاسم الذي لم يصدق أن معين بسيسو قد مات فقال أنه تماوت ولم يمت، وجاء ذلك في قصيدة بعنوان «أنت تدري كم نحبك، إلى المتماوت معين»
كوفيةٌ في الريح تخفقُ
خصلةٌ من شعرك الوثني
مشبعةٍ بملح البحر
تخفقُ
عندليبُ الروحَ يخفقُ
آخ من قضبان صدرك
ضاق بالإعصار
أنت محاصرٌ